# اريك جنسن
اريك جنسن هو مهندس كندي، ولد في 1 فبراير 1970 في تورونتو في كندا.